# Hans von Rosen
Hans von Rosen (n. 8 august 1888, Norsholm⁠(d), Comitatul Östergötland, Suedia – d. 2 septembrie 1952, Norrköping, Östergötland, Suedia) a fost un scriitor ce a reprezentat Suedia, medaliat olimpic. A participat la 2 ediții ale Jocurilor Olimpice (1912, 1920) în care a câștigat două medalii de aur și o medalie de bronz.